# Дадли, Дод
Дод Додлей (англ. Dudd (Dud) Dudley; также Доп Дудлей, Доп (Дад) Дадли; 1600 — 25 октября 1684, Вустер) — английский металлург и промышленник, первым использовал каменный уголь в качестве топлива доменной печи. Автор книги «Metallum Martis» (1665), в которой описал свой опыт использования каменного угля в доменной плавке, но секретов своей технологии в ней не раскрыл.
Десятилетиями каменный уголь использовался в доменной плавке только на его доменных печах, другие заводчики считали использование угля невозможным. Некоторые английские историки приписывают ему изобретение кокса и использование его в доменной плавке. Но это лишь предположение, скорее всего использование кокса было начато лишь в XVIII веке.

## Биография
Родился Дод Дадли в Англии 1599 года (по другим данным — вероятно весной 1600 года). Он был незаконнорождённым сыном Эдварда Саттона, 5-го барона Дадли и его любовницы Элизабет Томлинсон. Отец Дода был достаточно богатым дворянином-землевладельцем, центром его владений был городок Дадли, где была расположена его резиденция — большой замок Дадли-касл. Барон Эдвард Дадли владел тремя заводами в Пенснетском лесу в Вустершире — доменным и двумя кузнечными. Мать Дода — Элизабет Томлинсон, — была дочкой угольщика (работника древесноугольного промысла) по имени Уильям Томлинсон. Дод был четвёртым сыном из одиннадцати незаконнорождённых детей лорда Дадли и его многолетней любовницы Элизабет. Лорд довольно хорошо относился к своей «второй семье». Детство Дода Дадли прошло в одном из имений его отца — Химли-Холл возле деревни Химли, неподалеку от города Дадли и замка Дадли-касл. Когда Дод достиг юношеского возраста, отец отправил его на обучение в Бейллиол-колледж (Оксфордский университет), а в 1619 году забрал Дога из колледжа для того, чтобы Доп управлял тремя заводами в Пенснетском лесу.
В XVII веке чёрная металлургия Англии, как и всего остального мира, работала на древесном угле, на обжиг которого шло большое количество древесины. Рост производства железа приводил к быстрому уничтожению лесов и росту цен на древесный уголь, а также создавал опасения относительно вырубки лесов и нехватки в будущем топлива (древесного угля) для металлургии (что в конце концов таки действительно произошло в Англии в XVIII веке). Лорд Дадли решил попробовать использование каменного угля на своих металлургических заводах в Пенснетском лесу. Возле его завода были значительные залежи каменного угля. Попытки использования каменного угля для переплавки железных руд делались ещё до Дадли, однако попытки других металлургов оказались неудачными. Лорд Дадли начал свои эксперименты в мае 1618 года и они оказались удачными. Дадли взял разрешение на использование патента у некоего Джона Ровенсона, держателя патента, который однако не смог организовать производство на каменном угле. Именно в это время лорд Дадли отозвал своего сына Дода из колледжа для работы на заводе.
Дод Дадли, по его собственным рассказам, на доменной печи в Пенснетском лесу в Вустершире после перехода на каменный уголь получил чугун хорошего качества при производительности печи 3 тонны в неделю. По словам самого Дода Дадли, он не просто перешёл на использование каменного угля в доменном процессе, но и сделал определённые конструктивные изменения в своей доменной печи (какие именно, точно не известно). Дод написал отцу в Лондон, где тот тогда находился, чтобы он получил патент на новый способ производства чугуна. 22 февраля 1621 (или 1622) года лорд Дадли получил новый патент на свое имя от короля Якова I на производство чугуна с применением каменного угля сроком на 14 лет. Брал уголь из залежей, расположенных недалеко от его завода.
В 1623 году во время майского наводнения его доменная печь была разрушена, как и металлургические мануфактуры других местных владельцев. На этой доменной печи дела шли весьма неплохо, что вызвало недовольство его конкурентов. Они распространяли слухи о плохом качестве металла Дадли и даже жаловались на это королю. Король приказал отправить образцы металла в Лондон для проверки, которая, впрочем, показала хорошее качество металла. Дадли и в дальнейшем производил ежегодно большое количество чугуна, продавая его по 12 фунтов за тонну. Однако из-за преследования конкурентов Дадли пришлось перенести свое производство в другое место.
Он построил новую доменную печь возле деревни Химли в Стаффордшире. Не имея здесь кузницы, Доп был вынужден продавать свой металл другим заводчикам, которые распространяли слухи о плохом качестве его металла. В конце концов ему пришлось сдать свою печь в аренду другому заводчику, который использовал древесный уголь, а самому перебраться на другое место.
12 октября 1826 года Дод Дадли женился на Элеоноре Хитон. Родственники его жены также были заводчиками.
В 1626 году Дод Дадли построил доменную печь в Аскью-Бридж (англ. Hasco Bridge, теперь «Askew Bridge») возле прихода Седжли в графстве Стаффордшир (ныне — в графстве Уэст-Мидлендс). На этой печи Дадли установил большие мехи, больше обычных, чем смог увеличить количество дутья, подаваемого в печь. Здесь он производил 7 тонн чугуна в неделю, что было рекордом. Всё это снова вызвало недовольство его конкурентов, которые разрушили печь, а мехи разбили на куски. Из-за прекращения работы завода Дадли не смог вовремя выполнить свои финансовые обязательства перед кредиторами и за долг в несколько тысяч фунтов был посажен в тюрьму в Лондоне.
2 мая 1638 года Дадли вместе с тремя компаньонами, несмотря на сильное сопротивление противников, получили всё же от короля Карла I патент сроком на 21 год на производство чугуна и переработку металла в литейные изделия и бабковый чугун на каменном угле и торфе, а также на переработку всех видов металлов.
Во время восстания в Шотландии Дадли находился при армии Карла I. Во время Гражданской войны в Англии был на стороне монархии. В 1643 году король назначил его военным инженером и обязал поставлять чугунные пушки в королевскую армию. В 1648 году он получил новый патент, однако как монархист был взят в плен войсками Оливера Кромвеля и приговорен к смертной казни. Дадли повезло: ему удалось бежать из тюрьмы дважды — сначала в Вустере, а после того, как его поймали вторично и отправили в Лондон
Бежал в Бристоль и там скрывался под вымышленным именем. В 1651 году ещё с двумя людьми из города Бристоля начал строить доменную печь возле города. Но за то, что он принадлежал к монархистам, с ним обошлись плохо.
Кромвель начал вводить заводы в лесу Дин, которые должны были работать на каменном угле. Он выдал патент таком себе Джереми Баку из Хэмптон-Роуд. Дадли был приглашён туда для консультаций. После Реставрации просил Карла II в 1660 году возобновить его патент, однако получил отказ и прекратил поиски и исследования в области использования каменного угля в доменной плавке.
Своему многолетнему опыту использования каменного угля в доменной плавке он посвятил книгу «Metallum Martis», которая вышла в свет в 1665 году.
Некоторые английские историки приписывают Доду Дадли находки кокса и использование его в доменной плавке. Но это лишь догадка. Первым, кто использовал кокс в доменной плавке, скорее всего был Абрахам Дарби I.
О последних десятилетиях жизни Дода Дадли известно мало. По одним данным, он не имел детей, по другим — он женился второй раз уже в преклонном возрасте и родил сына.

## Комментарии
1. ↑  Текст патента можно прочитать в сборнике патентов, составленной Т. Вебстером и изданной в 1844 году[5].